# Great Langton
Great Langton is een civil parish in het bestuurlijke gebied Hambleton, in het Engelse graafschap North Yorkshire met 202 inwoners.